# Lamawalang (Solor Barat)
Lamawalang is een bestuurslaag in het regentschap Flores Timur van de provincie Oost-Nusa Tenggara, Indonesië. Lamawalang telt 284 inwoners (volkstelling 2010).